# (366852) Ti
(366852) Ti est un astéroïde de la ceinture principale.

## Description
(366852) Ti est un astéroïde de la ceinture principale. Il fut découvert le 8 septembre 2005 à La Cañada par Juan Lacruz. Il présente une orbite caractérisée par un demi-grand axe de 2,55 UA, une excentricité de 0,22 et une inclinaison de 9,7° par rapport à l'écliptique.